# Église Saint-Pierre de Bédoin
L'église Saint-Pierre de Bédoin est l'église paroissiale de Bédoin, dans le département de Vaucluse.

## Histoire
L'église actuelle prend la place d'une première église paroissiale, dédiée à saint Martin. Celle-ci remplaçait déjà un premier lieu de culte, une chapelle, donnée au Xe siècle à l'Abbaye de Montmajour.  
Au fil du temps, l'église Saint-Martin montre des signes de vétusté. Elle finit par s'écrouler en 1688. Ce n'est qu'après de longs débats sur la localisation d'une nouvelle église, que l'église Saint-Pierre est bâtie, entre 1708 et 1736. Elle ne sera définitivement consacrée, par l'évêque de Carpentras, qu'en 1760.  
Durant la Révolution française, le bâtiment change de fonction, pour devenir prison, à partir de 1794. Les 3 et 4 juin de cette même année, le village et l'église font face à un incendie. Il ne restera debout que les murs de l'église. La reconstruction ne se fera qu'au début du XIXe siècle, pour une nouvelle consécration en 1821. 
L'église est inscrite au titre des monuments historiques par l'arrêté du 8 octobre 1984.

## Bâtiment
La façade est inspirée de l'église du Gesù à Rome. La nef centrale est bordée de quatre chapelles.
La Fondation du patrimoine a lancé une collecte de fonds, en 2017 , pour la restauration des vitraux de l'église, à hauteur de 2000 €.